# Naomi Lareine
Naomi Lareine é uma cantora e compositora suíça de ritmo e blues.

## Carreira
Descoberta pelo rapper Noizy, Lareine lançou a sua primeira música, "Sweet Latina", em março de 2018. Nove meses depois, a sua canção "Issa Vibe" foi um sucesso notável e permitiu-lhe estabelecer-se na música suíça. Colaborou com o rapper Stress e apresentou-se, com ele e a solo, em importantes festivais de música suíços, incluindo o Gurtenfestival. Em 2019, a Swiss Radio escolheu-a como "SRF 3 Best Talent" pelo seu primeiro EP, "Unchained".
Inicialmente, as canções de amor de Lareine eram sobre rapazes. Mas depois do seu primeiro relacionamento amoroso com uma mulher, ela decidiu assumir-se como lésbica e escrever apenas sobre mulheres, começando com "Sweet Latina". Ela atribuiu o sucesso da suas canções, em parte, à autenticidade resultante.

## Vida pessoal
A família de Lareine é de origem senegalesa, mauritana e suíça. O seu pai era jogador profissional de hóquei no gelo. Até aos 19 anos, ela jogou futebol no Grasshopper Club Zürich e na seleção suíça de futebol sub-19, mas então decidiu concentrar-se na sua carreira musical.
"Naomi Lareine" é um nome artístico. Por se preocupar com a privacidade da sua família, a artista não divulgou o seu nome verdadeiro ou a sua idade. Ela tinha vinte e poucos anos em 2019.